# Spring Heeled Jack

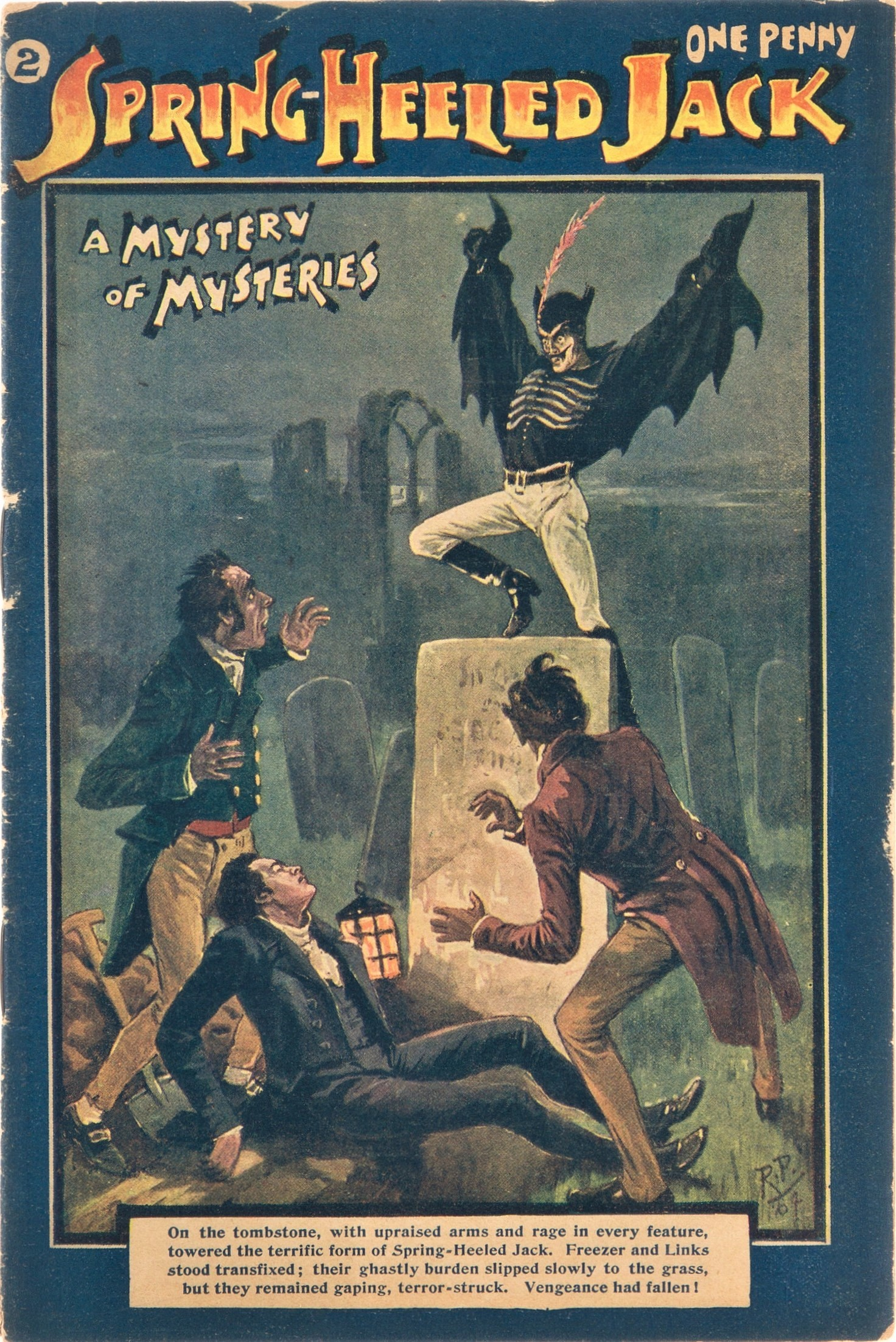
Ilustración de Spring Heeled Jack (c. 1890).

Spring Heeled Jack (escrito también Springheel Jack o Spring-heel Jack, y traducido al español cómo Jack «Piesderresorte» o Jack el saltarín) es un personaje del folklore inglés que se habría aparecido en la época victoriana, siendo capaz de realizar saltos extraordinariamente altos (spring heeled significa literalmente ‘con resortes en los talones’). El primer supuesto avistamiento de Spring Heeled Jack sucedió en 1837. Más tarde se informó de otros posibles avistamientos por toda Inglaterra, desde Londres hasta Sheffield y Liverpool, si bien fueron especialmente frecuentes en los suburbios londinenses y más tarde en los Midlands y Escocia.
Se han propuesto muchas teorías para explicar la naturaleza e identidad de Spring Heeled Jack, ninguna de las cuales ha explicado completamente el fenómeno. La leyenda urbana de Spring Heeled Jack adquirió una inmensa popularidad en su época gracias a las historias sobre su estrafalaria apariencia y su capacidad para efectuar saltos extraordinarios, hasta el punto de llegar a convertirse en protagonista de varias obras de ficción.
Spring Heeled Jack era descrito por las personas que afirmaban haberlo visto como con una apariencia espantosa y aterradora, una fisiognomía diabólica que incluía garras metálicas afiladas en sus dedos y ojos que «parecían bolas de fuego rojo». Un informe afirmaba que, bajo una capa negra, llevaba un casco y una prenda ajustada blanca como «hule». Muchas historias mencionan también un aspecto «demoníaco». Se decía que Spring Heeled Jack era alto y delgado, añadiendo algunos informes que podía exhalar llamas azules y blancas. Al menos dos personas afirmaron que podía hablar un inglés comprensible.

## Historia

### Primeros informes

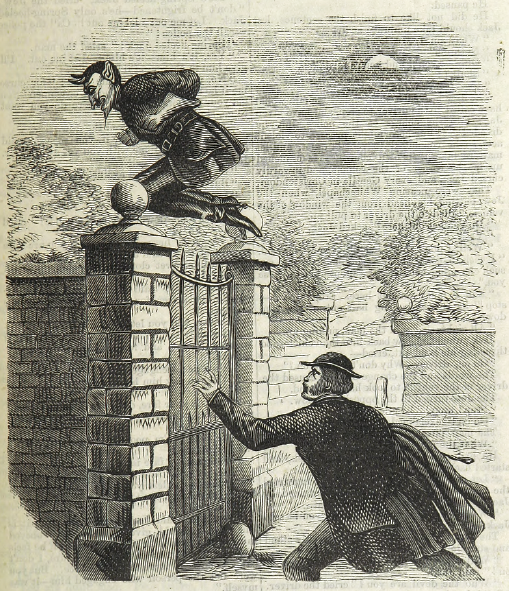
Imagen de un penny dreadful de Spring Heeled Jack saltando sobre una reja.

Los primeros relatos sobre Spring Heeled Jack aparecen en Londres en 1837 y su último supuesto avistamiento sucede en Liverpool en 1904.
Los primeros informes sobre Jack fueron de un hombre de negocios que volvía a casa una noche de trabajar, quien contó que fue súbitamente sorprendido cuando una figura misteriosa saltó fácilmente sobre las altas verjas de un cementerio, cayendo justo en su camino. No informó de ningún ataque, pero su descripción era inquietante: un hombre musculoso con rasgos diabólicos, incluyendo grandes orejas y narices puntiagudas, además de ojos brillantes y saltones.
Más tarde, en octubre de 1837, una muchacha llamada Mary Stevens caminaba hacia Lavender Hill, donde trabajaba como sirvienta, tras visitar a sus padres en Battersea. A su paso por Clapham Common, según afirmaría más tarde, una extraña figura saltó ante ella desde un callejón oscuro. Tras inmovilizarla abrazándola fuertemente, empezó a besarle la cara, mientras rasgaba sus ropas y le tocaba el cuerpo con sus garras, que eran según su descripción «frías y húmedas como las de un cadáver». Aterrorizada, la muchacha gritó, haciendo que el atacante huyese rápidamente del lugar. El alboroto atrajo a varios vecinos que inmediatamente comenzaron la búsqueda del agresor, a quien no pudo hallarse.
Se dice que al día siguiente el personaje saltarín eligió a una víctima muy diferente cerca del hogar de Mary Stevens, inaugurando un método que se repetiría en avistamientos posteriores: saltó ante un coche, provocando que el cochero perdiese el control, se estrellase y quedase gravemente herido. Varios testigos afirmaron que escapó saltando por encima de un muro de casi 3 metros mientras balbuceaba con una risa aguda y zumbona.
Gradualmente, las noticias sobre el extraño personaje se extendieron, y pronto la prensa y el público le dieron nombre: Spring Heeled Jack.

### Reconocimiento oficial

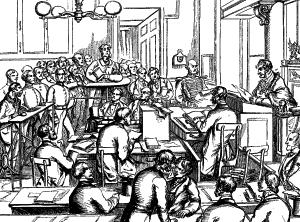
Una sesión pública en Mansion House, Londres (c. 1840).

Unos pocos meses después de los primeros avistamientos, el 9 de enero de 1838, el Lord Mayor de Londres, Sir John Cowan, reveló en una sesión pública celebrada en Mansion House, Londres, una queja anónima que había recibido algunos días antes, y que había retenido con la esperanza de obtener más información. El remitente, que había firmado la carta como «un residente de Peckham», escribió:

Parece que algunos individuos (de, como cree el autor, las mejores clases) han hecho una apuesta con un compañero travieso y temerario, sobre que no se atrevería a encargarse de visitar muchos de los pueblos cercanos a Londres con tres disfraces diferentes: un fantasma, un oso y un diablo; y más aún, que no entraría en los jardines de la gente con el objeto de alarmar a los habitantes de la casa. La apuesta, sin embargo, ha sido aceptada, y el infantil villano ha logrado hacer desmayar a siete señoras, dos de las cuales probablemente no se recuperarán, sino que se convertirán en cargas para sus familias.

En una casa el hombre tocó el timbre, y cuando la sirvienta fue a abrir la puerta, encontró a este animal vestido de forma no menos espantosa que un espectro. La consecuencia fue que la pobre chica se desvaneció inmediatamente, y nunca desde este momento ha recuperado la razón.

El asunto ha continuado por algún tiempo y, aunque resulte extraño, los periódicos siguen en silencio al respecto. El autor tiene razones para creer que tienen la historia completa en la punta de sus dedos pero, debido a motivos interesados, han sido convencidos para permanecer en silencio.

Aunque el Lord Mayor parecía bastante escéptico, un miembro de la audiencia confirmó que «jóvenes criadas de Kensington, Hammersmith y Ealing cuentan espantosas historias sobre este fantasma o diablo». El asunto fue publicado en The Times el 9 de enero y en otros diarios nacionales el 10, y al día siguiente (11 de enero) el Lord Mayor enseñó a un abarrotado auditorio una pila de cartas procedentes de varios lugares de Londres y alrededores quejándose de parecidas «bromas malvadas». La cantidad de cartas que llegó a Mansion House sugiere que las historias estaban muy difundidas en los suburbios londinenses. Un remitente afirmaba que varias jóvenes de Hammersmith habían sido asustadas hasta «estados peligrosos», y algunas «gravemente heridas por una especie de garras que el desaprensivo llevaba en las manos». Otro afirmaba que en Stockwell, Brixton, Camberwell y Vauxhall varias personas habían muerto de miedo y obras había sufrido ataques; mientras, otro contaba que el bromista había sido visto repetidas veces en Lewisham y Blackheath.
El propio Lord Mayor tenía dos opiniones sobre el asunto: pensaba que se habían hecho «las mayores exageraciones» y que era bastante imposible «que el fantasma realice las proezas de un demonio sobre la tierra», pero por otra parte alguien en quien confiaba le había hablado de una criada en Forest Hill que había sido asustada hasta sufrir un ataque por una figura con piel de oso, por lo que estaba seguro de que la persona o personas involucradas en esta «exhibición de pantomima» serían atrapadas y castigadas. Se ordenó a la policía que buscase al individuo responsable, y se ofrecieron recompensas.

### Los informes de Scales y Alsop

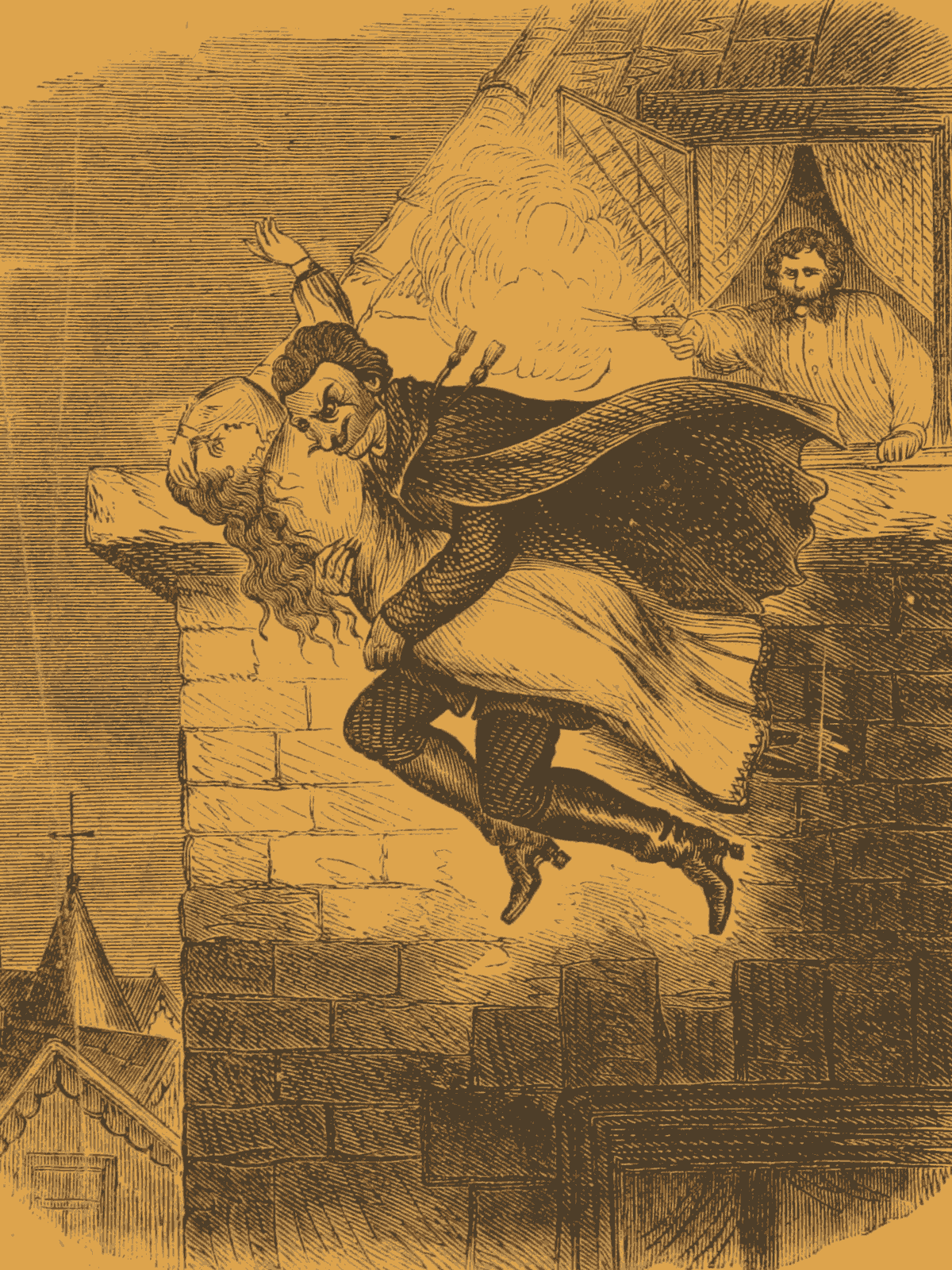
Spring Heeled Jack representado en un antiguo penny dreadful.

Quizá los más famosos incidentes relacionados con Spring Heeled Jack sean los supuestos ataques que sufrieron dos adolescentes, Lucy Scales y Jane Alsop. El de Alsop fue ampliamente cubierto por los periódicos, mientras sólo uno informó del de Scales, presumiblemente porque Alsop procedía de una familia bien acomodada y Scales de una familia de comerciantes. Este influjo mediático alimentó la histeria colectiva que envolvía al caso.
Se informó que, el 20 de febrero, la joven de 18 años Jane Alsop abrió la puerta del hogar paterno en el distrito londinense de Bow a un hombre que afirmaba ser oficial de policía, quien le pidió que trajese una luz porque él y otro oficial habían «atrapado a Spring Heeled Jack aquí en la calle», pero este hombre la atacó entonces, rasgándole el vestido y tirándole del pelo hasta que otros miembros de la familia acudieron a ayudarla. Alsop contó a los investigadores de la policía de Lambeth que «llevaba una especia de casco, y un disfraz blanco ajustado con aspecto de hule. Su cara era espantosa y sus ojos como bolas de fuego. Tenía garras en las manos de algún material metálico, y vomitaba llamas azules y blancas».
El informe de Scales es como sigue: cinco días después, el 28 de febrero de 1838, la muchacha de 18 años Lucy Scales y su hermana volvían a casa tras visitar a su hermano, un carnicero que vivía en una zona respetable de Limehouse. Ligeramente adelantada a su hermana, Lucy estaba a mitad de camino de Green Dragon Alley cuando un personaje que había estado esperando en un rincón del pasaje apareció y la atacó. La figura respiró fuego en la cara de Lucy y entonces huyó mientras la muchacha caía al suelo, presa de violentos espasmos que duraron varias horas. Unos pocos días después, el 6 de marzo, Lucy y su hermana prestaron declaración en la comisaría de policía de Lambeth Street acompañadas por su hermano, William.

### La leyenda se difunde
The Times informó del supuesto ataque sobre Jane Alsop bajo el titular «Atrocidad en Old Ford». A esto siguió el relato del juicio de un tal Thomas Millbank, quien, inmediatamente tras el ataque sobre Jane Alsop, se había jactado en el Morgan's Arms de ser Spring Heeled Jack. Fue arrestado y juzgado en la corte de Lambeth Street. El oficial que le arrestó fue James Lea, que antes había atrapado a William Corder, el asesino de Red Barn. Millbank había estado vistiendo un mono blanco y un abrigo, que había dejado fuera de la casa, donde también se halló la vela que había dejado caer. Eludió la condena sólo porque Jane Alsop insistió en que su atacante había respirado fuego, y Millbank admitió que no podía hacer tal cosa. La mayoría de los demás relatos fueron escritos mucho más tarde de la fecha, no mencionándolos los periódicos contemporáneos.

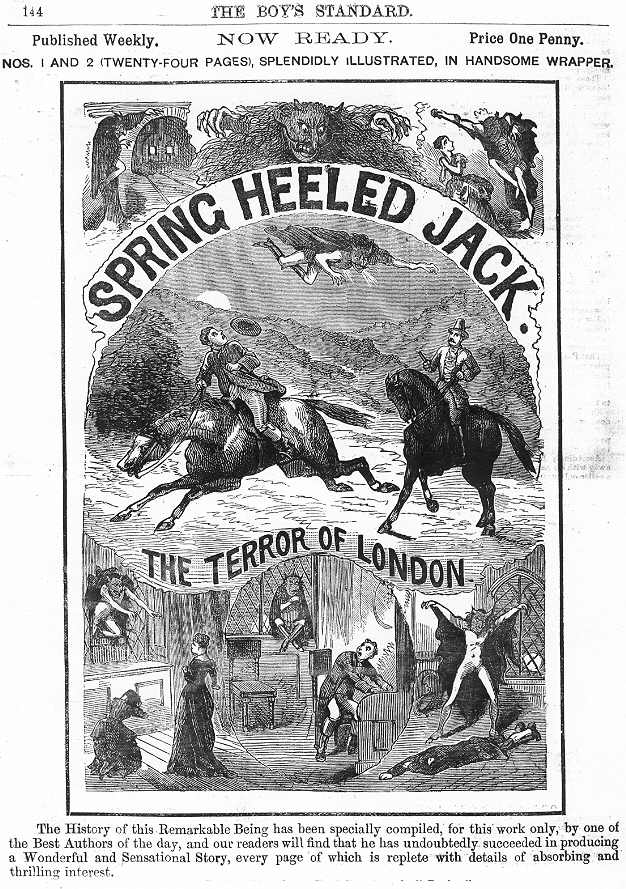
Anuncio de un penny dreadful sobre Spring Heeled Jack (1886).

Tras estos incidentes, Spring Heeled Jack se convirtió en uno de los personajes más populares de la época. Sus supuestas hazañas fueron recogidas por los periódicos y se convirtió en protagonista de varios penny dreadfuls y obras teatrales representadas en los teatros baratos que abundaban por entonces. Pero, a medida que crecía su fama, los informes sobre sus apariciones se hicieron más infrecuentes. Sin embargo, en 1843 una oleada de avistamientos volvió a inundar el país. Un informe de Northamptonshire le describía como «la misma imagen del propio diablo, con cuernos y ojos en llamas», y en Anglia Oriental las noticias de ataques sobre conductores de coches de correo se volvieron comunes.

### Los últimos informes
A principios de los años 1870, Spring Heeled Jack fue supuestamente visto de nuevo en varios lugares distantes entre sí. En noviembre de 1872, el News of the World informó que Peckham estaba «en estado de conmoción debido a lo que se conocía como el “Fantasma de Peckham”, «una figura misteriosa, de apariencia bastante alarmante». El editorial señalaba que no era otro que «Spring Heeled Jack, quien aterrorizó a la anterior generación». Historias parecidas fueron publicadas en las Illustrated Police News. En abril y mayo de 1873 sucedieron numerosos avistamientos del «Fantasma del Parque» en Sheffield, que los lugareños llegaron a identificar con Spring Heeled Jack.
A esta noticia siguieron más supuestos avistamientos hasta agosto de 1877, siendo uno de los más notables el protagonizado por un grupo de soldados del cuartel de Aldershot. Un centinela de servicio en el Campamento Norte miraba a la oscuridad, donde le había llamado la atención una peculiar figura brincando por la carretera hacia él. El soldado le dio el alto, que fue ignorado, y la figura desapareció de la vista unos momentos. Cuando el soldado volvía a su puesto, la figura reapareció junto a él y le propinó varias bofetadas con «una mano tan fría como la de un cadáver». Uno de los guardias le disparó, sin efecto visible, si bien algunas fuentes afirman que el soldado pudo haberle disparado cartuchos de fogueo, usados sólo para hacer disparos de advertencia.
En otoño del mismo año, Spring Heeled Jack volvió a ser visto en Newport Arch (Lincolnshire), llevando una piel de oveja. Una multitud enfadada le habría perseguido y acorralado, y al igual que en Aldershot, le habrían disparado sin lograr efecto alguno. Muchos testigos afirmaron que los disparos le alcanzaron, sonando como si golpeasen un objeto metálico hueco como un «cubo vacío». Como de costumbre, se decía que hizo uso de sus habilidades saltarinas para escapar de la multitud y desaparecer una vez más.
A finales del siglo XIX, los supuestos avistamientos de Spring Heeled Jack se fueron desplazando hacia el oeste de Inglaterra. En septiembre de 1904, en Everton, al norte de Liverpool, Spring Heeled Jack habría aparecido en el tejado de la Iglesia de San Francisco Javier, en Salisbury Street. Los testigos contaron que súbitamente saltó y cayó al suelo, aterrizando tras una casa cercana. Cuando corrieron a este punto, sigue la historia, se enfrentaron a un hombre alto y musculoso, vestido completamente de blanco y llevando un casco «con forma de huevo», que les esperaba de pie. Río histéricamente ante la multitud y se abalanzó sobre ella, haciendo que varias mujeres se desmayasen. Librándose de ellos de un salto gigante, desapareció tras las casas vecinas.
El 18 de junio de 1953, una figura parecida a algunas descripciones de Spring Heeled Jack fue avistada en un pecán en el patio de un edificio de apartamentos de Houston (Texas). Hilda Walker, Judy Meyers y Howard Phillips describieron a un hombre con «capa negra, pantalones ajustados y botas altas», y «ropas ajustadas grises o negros».

## Teorías
Nunca nadie fue atrapado o identificado como Spring Heeled Jack, lo que combinado con las extraordinarias habilidades que se le atribuyen y el largo periodo durante el que se informó de avistamiestos ha llevado a la exposición de todo tipo de teorías sobre su naturaleza e identidad. Mientras varios investigadores buscan una explicación racional a estos sucesos, otros autores exploran los detalles más fantásticos de las historias para proponer varias teorías paranormales diferentes.

### Posiciones escépticas
Los investigadores escépticos han desestimado las historias sobre Spring Heeled Jack como fruto de la histeria colectiva que rodeó a los diversos relatos sobre un bogeyman o diablo que se apareció durante décadas, o como mitos urbanos exagerados sobre un hombre que trepaba por los tejados afirmando que el diablo les perseguía.

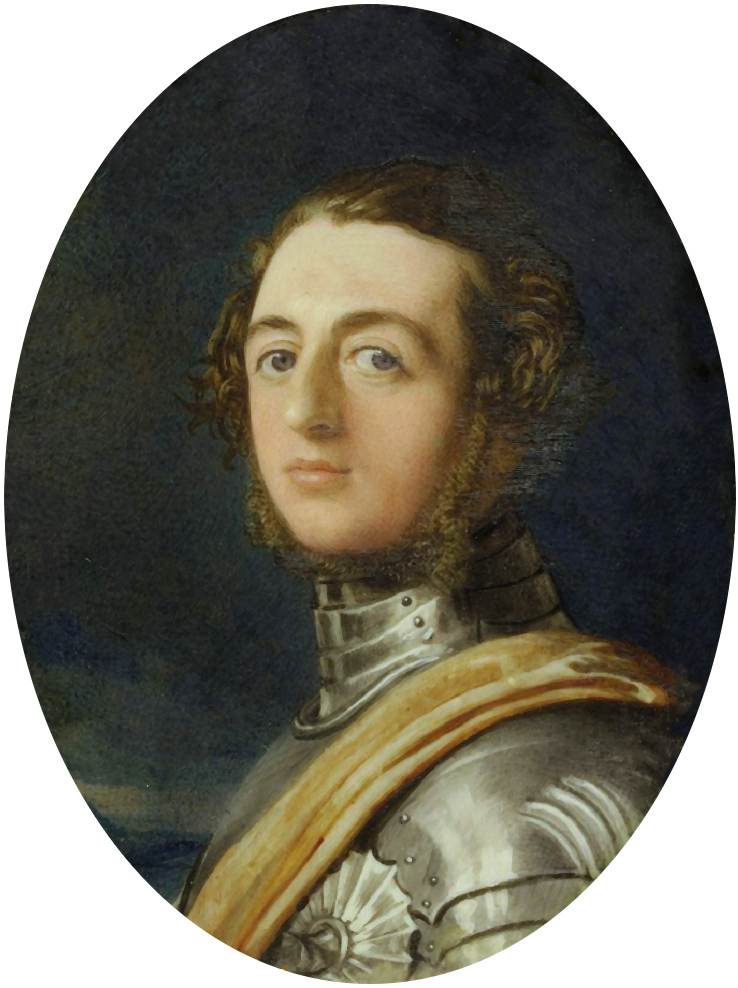
Henry de La Poer Beresford, tercer Marqués de Waterford (1840).

Otros investigadores creen que algunos individuos pueden haber estado tras sus orígenes, y haber sido seguidos por imitadores. Spring Heeled Jack fue ampliamente considerado no una criatura sobrenatural sino una o más personas con un macabro sentido del humor. Esta idea concuerda con el contenido de la carta al Lord Mayor, que acusaba a un grupo de jóvenes aristócratas envueltos en una irresponsable apuesta como culpables.
Un popular rumor que circuló tan pronto como en 1840 señalaba a un noble irlandés, el marqués de Waterford, como principal sospechoso. Haining sugirió que esto pudo haberse debido a que previamente tuvo malas experiencias con mujeres y oficiales de policía. El marqués apareció frecuentemente en noticias de finales de los años 1830 por reyertas de borrachos, bromas crueles y vandalismo, y se decía que hacía cualquier cosa por una apuesta. Su comportamiento irregular y su desdén hacia las mujeres le ganaron el apodo de «el Marqués Loco», y también se sabe que estuvo en la zona de Londres en la época en la que ocurrieron los primeros incidentes. Pero The Waterford Chronicle pudo asegurar de su presencia en el baile del día de San Valentín en el castillo Waterford, dándole una coartada para los ataques sobre Jane Alsop y Lucy Scales que son cruciales para la supuesta existencia de Jack. Sin embargo, en 1880 fue calificado de culpable por el reverendo E. C. Brewer, quien aseguró que el marqués «solía entretenerse abalanzándose sobre viajeros desprevenidos, asustándolos, y de cuando en cuando otros han seguido su ridículo ejemplo». En 1842 el marqués de Waterford se casó y se estableció en Curraghmore House (Irlanda), y se sabe que llevó una vida ejemplar hasta su muerte en un accidente ecuestre en 1859. Spring Heeled Jack siguió activo varias décadas después, lo que lleva a los partidarios de su culpabilidad a la misma conclusión que Brewer.
Investigadores escépticos han afirmado que la historia de Spring Heeled Jack fue exagerada y alterada por la histeria colectiva, un proceso al que muchos aspectos sociológicos pueden haber contribuido. Estos incluyen rumores infundados, superstición, tradición oral, publicaciones sensacionalistas y un folclore rico en historias de hadas y extrañas criaturas pícaras. El chismorreo sobre supuestos poderes para saltar y escupir fuego, sus mentadas características extraordinarias y su presunta habilidad para escapar cautivaron la mente del público supersticioso, incrementándose con el paso del tiempo, lo que dio la impresión de que Spring Heeled Jack no envejecía. Como resultado, se forjó una leyenda urbana completa en torno al personaje, que tuvo reflejo en las publicaciones de la época, que a su vez avivaron esta percepción popular.

### Conjeturas paranormales
Se han propuesto diversas explicaciones paranormales para explicar el origen de Spring Heeled Jack. Entre ellas están las siguientes:
- Una entidad extraterrestre con aspecto y características no humanas (como por ejemplo ojos rojos retrorreflectores o respiración de fósforo) y una agilidad sobrehumana propia de la vida en un mundo con elevada gravedad.[16]
- Un visitante de otra dimensión, que podría haber entrado a este plano a través de un agujero de gusano o una puerta dimensional.[17]
- Un demonio, invocado accidentalmente o apostado en este mundo por practicantes del ocultismo o que se manifestó solo simplemente para provocar confusión espiritual.[18]

## En la cultura popular

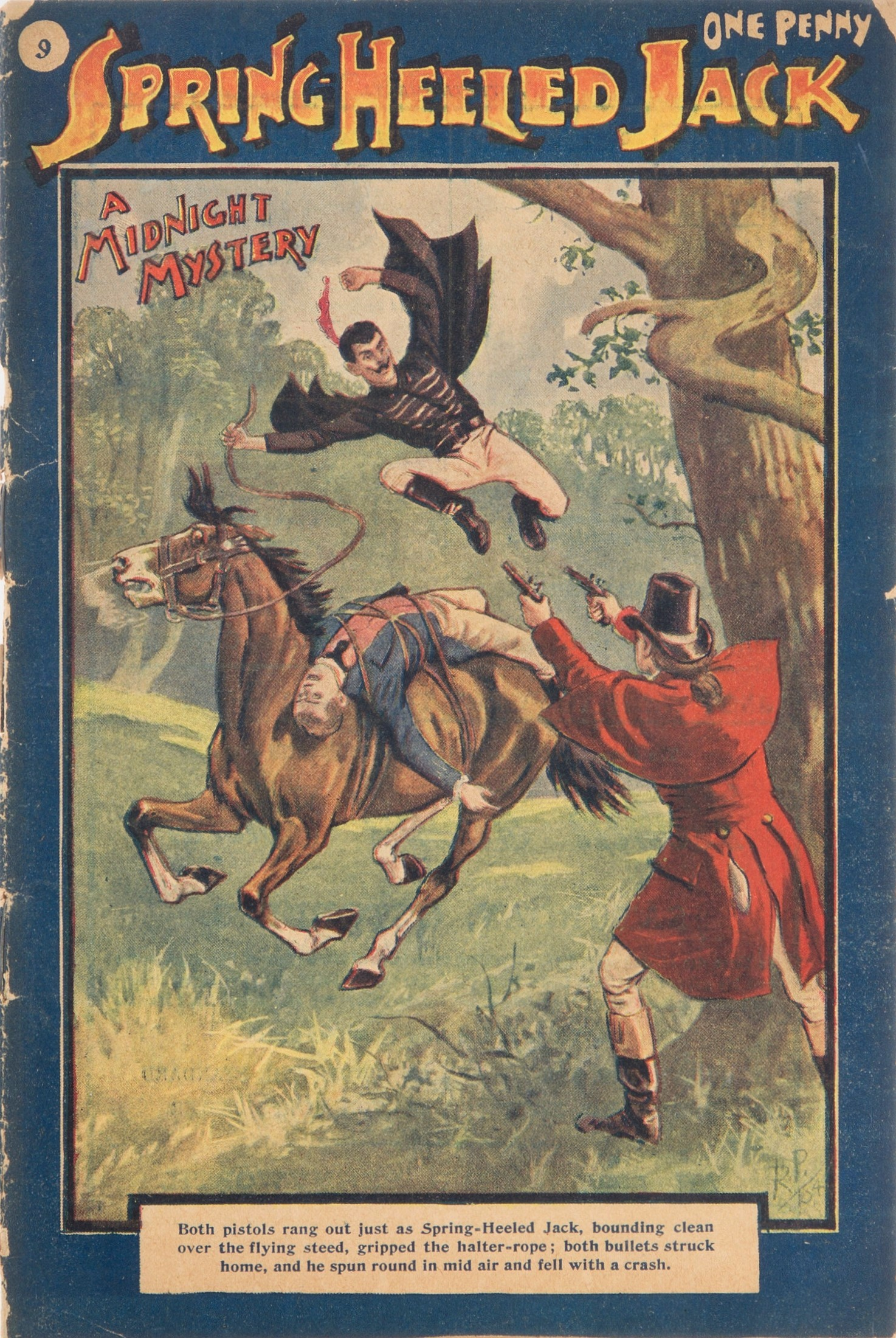
Spring Heeled Jack en la portada de un penny dreadful (c. 1904).

La amplia leyenda urbana construida alrededor de Spring Heeled Jack influyó sobre muchos aspectos de la vida de la época victoriana, especialmente en la cultura popular contemporánea. Durante décadas, especialmente en Londres, su nombre estuvo equiparado con el del bogeyman para asustar a los niños y lograr que se comportasen diciéndoles que si no eran buenos, Spring Heeled Jack saltaría de noche y les miraría a través de las ventanas de sus dormitorios.
Sin embargo, fue en la ficción donde la leyenda de Spring Heeled Jack ejerció su mayor influencia, debido a su presunta naturaleza extraordinaria. Casi desde el momento en que los primeros incidentes se hicieron públicos, se convirtió en un personaje de ficción de éxito, pasando a ser el protagonista de muchos penny dreadfuls entre 1840 y 1904. También se representaron varias obras teatrales donde adoptaba el papel protagonista.
En la película alemana de 1924 Wachsfigurenkabinett (conocida en el ámbito hispánico como El hombre de las figuras de cera), es el protagonista de una de las tres historias de que el citado filme se compone, siendo interpretado por Werner Krauss.
Además, es un personaje de la serie de libros de Skulduggery Pleasant, escrita por el autor irlandés Derek Landy.
También, en el videojuego The Elder Scrolls IV: Oblivion, aparece un difunto ladrón llamado Springheel Jak. El jugador puede robar sus botas de su tumba, las cuales le permiten saltar más alto y sobrevivir a caídas más largas.
En 2015 aparece como rival en Assassin's Creed: Syndicate durante la misión "Jack el saltarín" de Charles Dickens.
Las historias sobre Spring Heeled Jack fueron la inspiración del director de cine estadounidense, Victor Salva, para representar al monstruo The Creeper en la franquicia de películas de terror Jeepers Creepers